# Эвиан-ле-Бен
Эвиа́н-ле-Бен (фр. Évian-les-Bains)— курортный город Франции на южном берегу Женевского озера, у подножия горного массива Шабле (Савойские Альпы).
Город известен как бальнеологический курорт и место проведения международных конференций. Интерес для туристов в Эвиан-ле-Бен представляют Дворец Люмьер (фр. Palais Lumiere), принадлежавший семье Люмьер, казино, историческое здание терм Эвиана (фр. Buvette Cachat), исторический фуникулёр, соединяющий набережную курорта с отелем «Рояль», расположенным на горе над городом.
В 1938 году здесь в отеле «Рояль» состоялась Эвианская конференция, целью которой было оказать помощь еврейским беженцам от режима Гитлера в Германии.
В 1962 году в Эвиан-ле-Бене были подписаны соглашения, завершившие Алжирскую войну и предоставившие Алжиру независимость.
В 2003 году здесь собирались лидеры «Большой восьмёрки».
В октябре 2008 года состоялся экономический форум по вопросам выхода из мирового экономического кризиса.
В 2015 году между городом Эвиан-ле-Бен и городом Исмаиллы в Азербайджане была подписана хартия о дружбе и сотрудничестве, в рамках которой в 2017 году в городе Эвиан-ле-Бен был установлен памятник азербайджанской поэтессе Хуршидбану Натаван и разбит «Азербайджанский сад». Однако, после того, как в конце 2023 года все надписи с упоминанием «Азербайджанского сада» были убраны из города, действие хартии дружбы и сотрудничества между городами было прекращено. В начале же января 2024 года памятник Натаван в городе был подвергнут акту вандализма, в связи с чем он был впоследствии вывезен в Париж.
С конца XIX века здесь производится минеральная вода «Эвиан».